# Райкунов, Геннадий Геннадьевич
Райкунов Геннадий Геннадьевич (род. 3 декабря 1952, Сталинград) — учёный и руководитель работ в области системного анализа, баллистического обеспечения полётов, разработки ракетно-космических систем, комплексов и средств социально-экономического и военно-стратегического назначения, информационных технологий дистанционного зондирования Земли из космоса. Доктор технических наук (1997), профессор (2002), действительный член (академик) Российской академии космонавтики имени К. Э. Циолковского (1993), действительный член (академик) академии проблем безопасности, обороны и правопорядка (2007), действительный член международной академии астронавтики (IAA) (2012), действительный член академии военных наук (2015), Лауреат премии Правительства РФ в области науки и техники (2008), «Заслуженный машиностроитель Российской Федерации» (1996), «Заслуженный деятель науки Российской Федерации» (2008), Награждён медалью «В память 850-летия Москвы» (1997), Почётный житель города Королёва (2012).

## Биография
Райкунов, Геннадий Геннадьевич родился 3 декабря 1952 в Сталинграде.

### Образование
В 1970 году Геннадий окончил среднюю школу с преподаванием на английском языке и физико-математическую школу при Волгоградском государственном университете.
В 1975 году окончил Волгоградский политехнический институт по специальности инженер-электромеханик., получив квалификацию инженера-электромеханика по специальности «Автоматизация и комплексная механизация машиностроения».

### Работа и карьера
После окончания института работал в ЦНИИМАШ по распределению инженером, ст. инженером, начальником группы, начальником сектора, начальником сектора ─ заместителем начальника отдела, начальником лаборатории ─ заместителем начальника отдела, начальником отдела, начальником отдела ─ заместителем начальника комплекса, начальником комплекса, начальником научно-технического центра На предприятии он был избран в комитет ВЛКСМ. Несколько лет возглавлял Совет молодых учёных и специалистов ЦНИИМаша.
В 1988 году защитил кандидатскую, а в 1997 — докторскую диссертации.
С 1993 Райкунов — академик Российской академии космонавтики имени К. Э. Циолковского. Несколько лет был её вице-президентом.
С 2001 по 2008 гг. Райкунов работал директором Федеральное государственное унитарное предприятие «Научно-производственное объединение измерительной техники» (ФГУП «НПО ИТ» в г. Королёве. Он сумел вывести предприятие из кризиса и обеспечить его бесперебойную работу.
В 2008 году Г. Г. Райкунов вернулся в ЦНИИМАШ, был назначен и впоследствии избран по конкурсу генеральным директором ФГУП ЦНИИмаш.
В ноябре 2012 ФГУП ЦНИИмаш стало победителем Международного форума «Инновации и развитие» в номинации «Лучшее предприятие среди НИИ и организаций России».
В 2013 году Федеральное космическое агентство выдвинуло Райкунова в качестве кандидата на пост генерального директора ОАО «Российские космические системы» (РКС). 20 февраля Геннадий Райкунов утверждён Росимуществом на пост гендиректора ОАО «Российские космические системы».
С августа 2014 года по июнь 2017 года Г. Г. Райкунов занимал пост вице-президента по науке ОАО «Объединённая ракетно-космическая корпорация» (ОРКК)
С июля 2017 года по январь 2018 года являлся директором Института космических технологий ФГБОУ ВПО "Российский университет дружбы народов.
С 2016 по н/время — Советник генерального директора АО «НПО «Техномаш» им. С.А. Афанасьева».

## Профессиональная деятельность
Г. Г. Райкунов — Специалист и организатор работ, под его руководством и непосредственным участии были разработаны методы, способы проектирования и конструирования высокоточных информационных и управляющих специальных систем и средств, используемых в программах создания различных космических комплексов, внёсший значительный вклад в разработку методов, способов проектирования и конструирования высокоточных информационных и управляющих специальных систем и средств, используемых в программах создания различных космических комплексов.
Г. Г. Райкуновым основаны научные школы по системному проектированию, конструированию и экспериментальной отработке специальных систем, а также дистанционному зондированию Земли в интересах народного хозяйства. Полученные под его руководством научные и практические результаты позволили выиграть ряд конкурсов на разработку и изготовление новейших образцов специальных комплексов и средств оборонного значения, а также провести научные эксперименты на космической станции «Мир» и МКС.
Под руководством и при его непосредственном участии Г. Г. Райкунова была разработана методология, которая легла в основу приоритетного научно-технического направления в области проектирования и конструирования высокоточных информационных и управляющих специальных систем и средств. Впоследствии данная методология была реализована в практических разработках Минобороны и других заинтересованных ведомств.
С 2001 года являлся членом коллегии Роскосмоса и научно-технического совета Федерального космического агентства, председателем проблемного совета Роскосмоса «Измерительная аппаратура ракетно-космической техники» и рабочей группы Федерального космического агентства по организации работ для решения задач прогнозирования месторождений углеводородов, а также рудных и нерудных ресурсов с использованием аэрокосмических методов и средств.
Являлся председателем координационного научно-технического совета Роскосмоса по научно-прикладным исследованиям и экспериментам на борту международной космической станции (МКС), сопредседателем Совместной российско-американской комиссии Консультативно-экспертного совета по МКС (комиссия Райкунова — Стаффорда).
С 2017 года являлся членом Президиума высшей аттестационной комиссии при Министерстве образования и науки Российской Федерации.
С 2016 года является членом Совета РАН по Космосу.

## Научная деятельность
Основные научные интересы Г. Г. Райкунова лежат в области баллистики, системного анализа дистанционного зондирования Земли с космических летательных аппаратов, создание космической техники. Им были основаны научные школы по системному проектированию, конструированию и экспериментальной отработке специальных систем.
Под его научным руководством и при личном участии выполнены:2017
- разработка и развитие методологических основ и методов исследования, и обеспечения эффективности и надёжности ракетно-космических систем и комплексов научного и социально-экономического назначения
- создание научной школы обеспечения эффективности и надёжности ракетно-космических систем и комплексов научного и социально-экономического назначения
- решение и реализация на практике ряда актуальных научных проблем и прикладных задач важного оборонного и социально-экономического значения

При личном руководстве и участии Геннадия Геннадьевича были разработаны методы, способы проектирования и конструирования высокоточных информационных и управляющих специальных систем и средств, используемых в программах создания различных космических комплексов.

## Педагогическая деятельность
Г. Г. Райкунов сочетает научную и практическую деятельность с преподавательской работой. С 2002 года он профессор кафедры № 604 «Системный анализ и управление» ФГБОУ ВПО "Московский авиационный институт (национальный университет) (МАИ), с 2008 года заведующий базовой кафедрой № 302 «Космические летательные аппараты» Московского физико-технического института, с 2011 года — заведующий базовой кафедрой № 611Б «Системный анализ и проектирование космических систем» Московского авиационного института. Под его руководством в 2011 году была создана базовая кафедра «Прикладная экономика» ФГБОУ ВПО «Российский университет дружбы народов». С 2013 года заведующий базовой кафедрой космического приборостроения Московского физико-технического института. С июля 2017 года по январь 2018 года являлся директором Института космических технологий Российского университета дружбы народов.

## Труды
Г. Г. Райкунов — автор нескольких монографий, более 200 печатных научных трудов в том числе
- Г. Г. Райкунов «Баллистическое обеспечение обслуживания системы летательных аппаратов, движущихся на круговой орбите». — М. 2002 г
- Оптимизация баллистического обеспечения облёта системы космических аппаратов на круговой орбите / Г. Г. Райкунов; [Федер. косм. агентство, Центр. науч.-исслед. ин-т машиностроения]. — Москва: Физматлит, 2011. — 214 с., [1] л. ил. : ил. ; 22 см. — (Космонавтика и ракетостроение / ред. совет: Г. Г. Райкунов (пред.) и др.). — Библиогр.: с. 204—214. — 1000 экз. — ISBN 978-5-9221-1341-0 (в пер.)
- Центробежные бескаркасные крупногабаритные космические конструкции / Г. Г. Райкунов [и др.]. — Москва: Физматлит, 2009. — 447 с. : ил. ; 23 см. — Библиогр.: с. 428—447. — 300 экз. — ISBN 978-5-9221-1129-4 (в пер.)

## Награды и звания
Государственные награды, почётные звания
- «Заслуженный машиностроитель Российской Федерации» (1996)
- Медаль «В память 850-летия Москвы» (1997)
- «Заслуженный деятель науки Российской Федерации» (2008)
- Лауреат премии Правительства РФ в области науки и техники (2008).
- Звание «Почётный гражданин города Королёва Московской области» (ноябрь 2012).

Награды Российской академии наук Государственные награды, почётные звания
- Юбилейная медаль Х. А. Рахматулина Российского Национального комитета по теоретической и прикладной механике (2011)

Ведомственные награды
- Знак Королёва Российского авиационно-космического агентства (2002)
- Почётная грамота Российского авиационно-космического агентства (2002)
- Юбилейная памятная медаль «С. П. Королёв» Федерального космического агентства (2006)
- Знак Циолковского Федерального космического агентства (2007)
- Памятный Знак «Ю. А. Гагарина» Федерального космического агентства (2009);
- Памятный Знак «За заслуги в организации космической деятельности» Федерального космического агентства (2009)
- Знак «За международное сотрудничество в области космонавтики» Федерального космического агентства (2010)
- Памятная медаль «60 лет Спецстрою России» Федерального агентства специального строительства (2010)
- Знак «За содействие космической деятельности» Федерального космического агентства (2012)
- Памятная медаль Министерства обороны РФ «100 лет ВВС России» МО РФ (2012)

Региональные награды
- Медаль «В память 50-летия Байконура» (2005)
- Юбилейная медаль «50 лет первому искусственному спутнику Земли» (2007);
- Почётный знак «Серебряный герб г. Королёва» (2007)
- Памятная медаль «90 лет Вооружённых сил России» г. Королёва Московской области (2008)
- Золотая медаль имени академика РАН В. Ф. Уткина (2008)
- Почётный знак «За трудовую доблесть» Московской областной думы (2010)
- Диплом победителя Московского областного конкурса «Лауреат года» в номинации «Лучший руководитель научной организации» (2011)
- Нагрудный знак к почётному званию «Заслуженный испытатель Байконура» (2012)

Награды общественных организаций
- Медаль имени Ю. А. Гагарина общероссийской общественной организации «Федерация космонавтики России (СССР)» (1992, 2004, 2010)
- Почётные знаки Российской академии космонавтики имени К. Э. Циолковского II и III степеней (1992)
- Диплом члена корреспондента Российской академии космонавтики имени К. Э. Циолковского (199…)
- Диплом действительного члена (академика) Российской академии космонавтики имени К. Э. Циолковского (1993)
- Памятная медаль «50 лет КБ транспортного машиностроения» Федерации космонавтики России (1998)
- Почётное звание «Заслуженный испытатель космической техники» (2002)
- Медаль имени К. Э. Циолковского общероссийской общественной организации «Федерация космонавтики России (СССР)» (2005, 2006, 2010)
- Медаль имени С. П. Королёва общероссийской общественной организации «Федерация космонавтики России (СССР)» (2006)
- Медаль имени В. В. Терешковой общероссийской общественной организации «Федерация космонавтики России (СССР)» (2007, 2010)
- Медаль «За заслуги» общероссийской общественной организации «Федерация космонавтики России (СССР)» (2007)
- Медаль «Имени В. Я. Литвинова» общероссийской общественной организации «Федерация космонавтики России (СССР)» (2010)
- Знак «35 лет профсоюза работников общего машиностроения РФ» ЦК Профсоюза (2012)
- Диплом качества и золотая медаль Европейской научно-промышленной палаты (2012)

Другие награды
- Юбилейная медаль «100 лет со дня рождения академика В. П. Бармина» КБОМ имени В. П. Бармина (2009)
- Медаль «55 лет космодрому Байконур. Измерительный комплекс космодрома» ОАО «НПО ИТ» (2009)
- Юбилейная медаль «Первый полёт человека в космос» межрегиональной общественной организации «Научно-техническое общество имени академика С. И. Вавилова» (2011)
- Юбилейная медаль «50-летие освоения человеком космоса» Региональной общественной организации "Академия русской символики «МАРС» (2011)
- Юбилейная медаль «Родившемуся в СССР» Региональной общественной организации "Академия русской символики «МАРС» (2012)
- Медаль «Министр СССР Д. Ф. Устинов» Научно-технического общества (НТО) имени академика С. И. Вавилова, Ассоциации музеев космонавтики России (AMKOM-AMCOS) (2012);
- Почётная медаль оргкомитета Международного форума «Инновации и развитие» (2012).